# 上黃郡
上黄郡，中国南北朝时设置的郡。
西魏置上黄郡，属基州。由西魏拥立的傀儡政权后梁管理。治所在禄麻县（一作绿麻县，今湖北省荆门市东南沙洋镇）。隋文帝开皇七年（587年）隋朝灭后梁，废上黄郡，禄麻县属于基州。隋炀帝时，废除基州，禄麻县改为章山县，改属郢州（竟陵郡）。